# Liste des Premiers ministres des îles Féroé

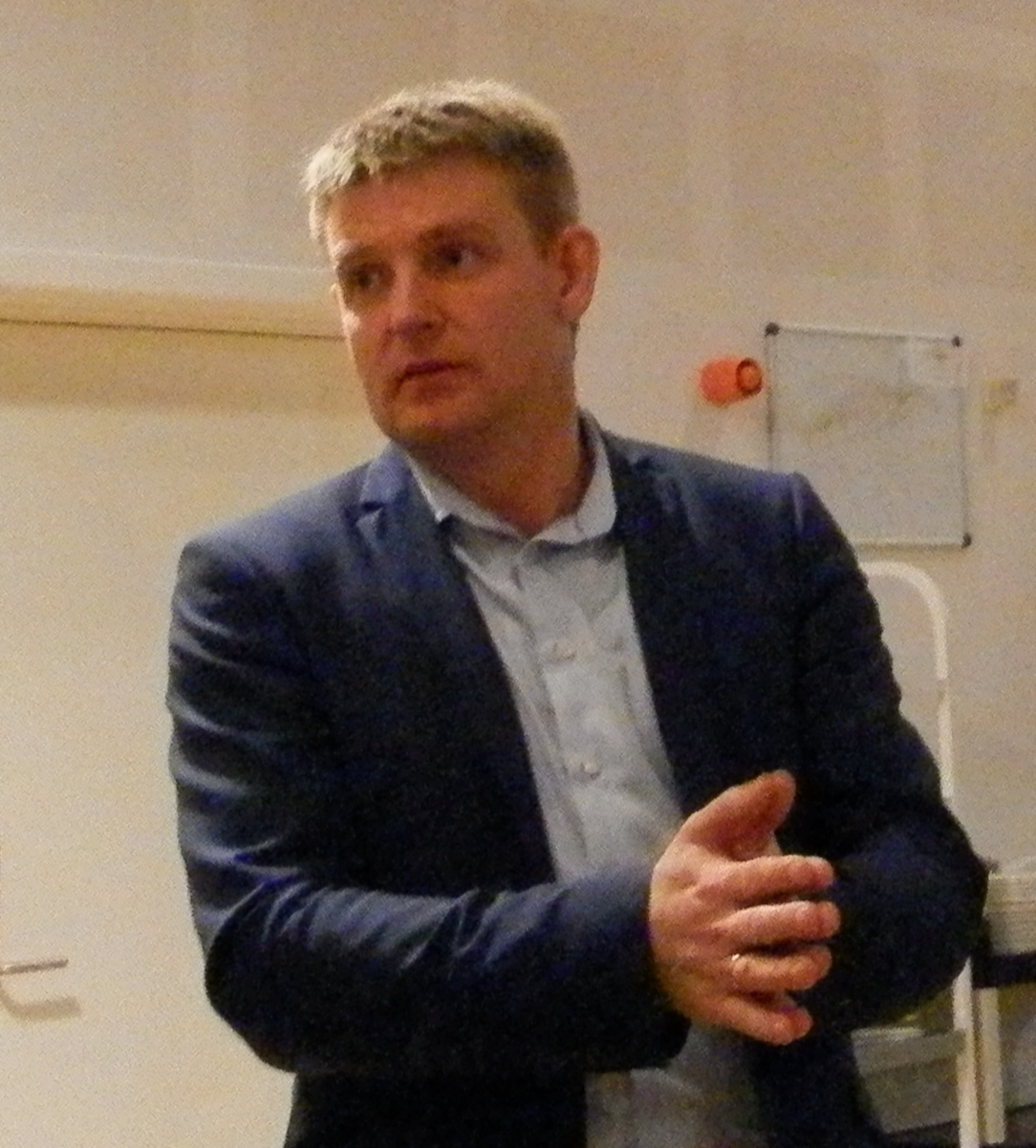
Aksel V. Johannesen Premier Ministre actuel

Cet article est une liste des personnes qui ont été Premier ministre des îles Féroé.
Le mot feroien pour la fonction est Løgmaður (pluriel: Løgmenn).

## Premier ministre(Løgmaður)(1000-1816)
| Date | Løgmaður (1000-1816)       | Vie                    |
| ---- | -------------------------- | ---------------------- |
| 1000 | Gilli                      | ? - ?                  |
| 1300 | Sjúrður                    | ? - ?                  |
| 1350 | Símun                      | ? - ?                  |
| 1400 | Dagfinnur Halvdanarson     | ? - ?                  |
| 1412 | Haraldur Kálvsson          | ? - ?                  |
| 1450 | Roald                      | ? - ?                  |
| 1479 | Jørundur Skógdrívsson      | 1517 - 1528            |
| 1524 | Tórmóður Sigurðsson        | 1528 - 1531            |
| 1531 | Andras Guttormsson         | ca. 1490 - 1543        |
| 1544 | Guttormur Andrasson        | ca. 1515 - 19 May 1571 |
| 1572 | Jógvan Heinason            | 1541 - 1602            |
| 1583 | Ísak Guttormsson           | ? - 1587               |
| 1588 | Pætur Jákupsson            | ? - 1600               |
| 1601 | Tummas Símunarson          | ? - 1607               |
| 1608 | Zakarias Tormóðsson        | ? - 1628               |
| 1629 | Jógvan Justinusson         | ? - 1654               |
| 1654 | Jógvan Poulsen             | ? - ?                  |
| 1655 | Balzer Jacobsen            | ? - ?                  |
| 1662 | Jógvan Poulsen             | ? - ?                  |
| 1677 | Jákup Jógvansson           | ? - ?                  |
| 1679 | Jóhan Hendrik Weyhe        | ? - ?                  |
| 1706 | Sámal Pætursson Lamhauge   | ? - ?                  |
| 1752 | Hans Jákupsson Debes       | 1723 - 1769            |
| 1769 | Thorkild Fjeldsted         | ? - ?                  |
| 1772 | Jacob Hveding              | ? - ?                  |
| 1786 | Johan Michael Lund         | 1753 - 1824            |
| 1808 | Jørgen Frantz Hammershaimb | 1767 - 1820            |

## Premier ministre(Løgmaður)
| Période     | Nom                    | Vie         | Parti                  |
| ----------- | ---------------------- | ----------- | ---------------------- |
| 1948-1950   | Andras Samuelsen       | 1873 - 1954 | Parti de l'union       |
| 1950-1958   | Kristian Djurhuus      | 1895 - 1984 | Parti de l'union       |
| 1958-1963   | Petur Mohr Dam         | 1898 - 1968 | Parti social-démocrate |
| 1963-1967   | Hákun Djurhuus         | 1908 - 1987 | Parti du peuple        |
| 1967-1968   | Petur Mohr Dam         | 1898 - 1968 | Parti social-démocrate |
| 1968-1970   | Kristian Djurhuus      | 1895 - 1984 | Parti de l'union       |
| 1970-1974   | Atli Dam               | 1932 - 2005 | Parti social-démocrate |
| 1974-1979   | Atli Dam               | 1932 - 2005 | Parti social-démocrate |
| 1979-1981   | Atli Dam               | 1932 - 2005 | Parti social-démocrate |
| 1981-1985   | Pauli Ellefsen         | 1936 - 2012 | Parti de l'union       |
| 1985-1989   | Atli Dam               | 1932 - 2005 | Parti social-démocrate |
| 1989-1991   | Jógvan Sundstein       | 1933 - 2024 | Parti du peuple        |
| 1991-1993   | Atli Dam               | 1932 - 2005 | Parti social-démocrate |
| 1993-1994   | Marita Petersen        | 1940 - 2001 | Parti social-démocrate |
| 1994-1998   | Edmund Joensen         | né en 1944  | Parti de l'union       |
| 1998-2004   | Anfinn Kallsberg       | né en 1947  | Parti du peuple        |
| 2004-2008   | Jóannes Eidesgaard     | né en 1951  | Parti social-démocrate |
| 2008-2015   | Kaj Leo Johannesen     | né en 1964  | Parti de l'union       |
| 2015-2019   | Aksel V. Johannesen    | né en 1972  | Parti social-démocrate |
| 2019-2022   | Bárður á Steig Nielsen | né en 1972  | Parti de l'union       |
| depuis 2022 | Aksel V. Johannesen    | né en 1972  | Parti social-démocrate |